# Eric Church
Eric Church, all'anagrafe Kenneth Eric Church (Granite Falls, 3 maggio 1977), è un cantautore statunitense.

## Biografia
Eric nasce a Granite Falls, in Carolina del Nord. A 13 anni compra la sua prima chitarra e comincia a comporre le sue prime canzoni. Con il suo compagno di liceo costituisce la sua prima band chiamata Mountain Boys. Dopo la laurea in marketing si trasferisce a Nashville. Dopo l'incontro con Jay Joyce, che ha creduto in lui, incomincia a fare demo e poco dopo ha il suo primo contratto discografico con la Sony/ATV Tree.
Eric incomincia la sua carriera da cantante country con il suo album di debutto, dal titolo Sinners Like Me, che presenta dodici brani e varie collaborazioni tra le quali quelle con Trent Willmon e Brett Beavers. Dall'album vengono estratti quattro singoli: How 'Bout You e Two Pink Lines usciti nel 2006 e Guys Like Me e Sinners Like Me nel 2007, tutte canzoni sono entrate nella classifica Billboard country. Il suo primo lavoro discografico è prodotto da Jay Joyce.
Nel 2008 viene pubblicato il singolo His Kind of Money (My Kind of Love) che viene trasmesso in tutte le radio. Il brano debutta anche nella Hot Country Songs alla 55ª posizione. Il brano invece di anticipare l'uscita imminente del suo nuovo lavoro verrà introdotta come bonus track in Carolina. Dopo il singolo His Kind of Money (My Kind of Love) esce nelle radio Love Your Love the Most brano apripista del suo album Carolina, che viene pubblicato il 24 marzo 2009, come il precedente lavoro discografico anche Carolina viene prodotto da Jay Joyce. Dopo il brano di lancio del disco escono i brani Smoke a Little Smoke e Hell on the Heart.
Homebody è il brano apripista dell'album Chief che ha debuttato il 26 luglio 2011 alla 1ª posizione della Billboard 200 vendendo, nella prima settimana di uscita, 145 000 copie superando Adele.
Hanno fatto seguito i singoli Springsteen (febbraio 2012) e Creepin' (luglio 2012). L'album ha ricevuto la candidatura come "miglior album country" nell'ambito dei Grammy Awards 2012 e ha vinto un CMA Award come "album dell'anno".
Nell'ottobre 2013 pubblica il singolo The Outsiders. Il suo quarto album in studio, intitolato anch'esso The Outsiders, viene pubblicato l'11 febbraio 2014.
Nel 2015 collabora con Keith Urban per Raise 'Em Up. Sempre nel 2015 esce il quinto album dal titolo Mr. Misunderstood insieme all'album viene pubblicato il primo singolo dall'omonimo titolo. Il video è presente sul canale Vevo.

## Vita privata
Sposato dal 2008 con Katherine Blasingame, ha messo al mondo con lei due figli, Boone McCoy Church e Tennessee Hawkins "Hawk" Church. Vive a Nashville.

## Discografia

### Album in studio
- 2006 – Sinners Like Me
- 2009 – Carolina
- 2011 – Chief
- 2014 – The Outsiders
- 2015 – Mr. Misunderstood
- 2018 – Desperate Man
- 2021 – Heart & Soul
- 2025 - Evangeline Vs. The Machine

### Live
- 2013 – Caught in the Act
- 2017 – 61 Days in Church

### Raccolte
- 2014 – 4 Album Collection

### EP
- 2011 – Caldwell County
- 2016 – Mr. Misunderstood: On the Rocks, Live and (Mostly) Unplugged

### Singoli

#### Come artista principale
- 2006 – How 'Bout You
- 2007 – Two Pink Lines
- 2007 – Guys Like Me
- 2007 – Sinners Like Me
- 2008 – His Kind of Money (My Kind of Love)
- 2009 – Love Your Love the Most
- 2009 – Hell on the Heart
- 2010 – Smoke a Little Smoke
- 2011 – Homeboy
- 2011 – Drink in My Hand
- 2012 – Springsteen
- 2012 – Creepin'
- 2013 – Like Jesus Does
- 2013 – The Outsiders
- 2014 – Give Me Back My Hometown
- 2014 – Cold One
- 2014 – Talladega
- 2015 – Like a Wrecking Ball
- 2015 – Mr. Misunderstood
- 2016 – Record Year
- 2016 – Kill a Word (feat. Rhiannon Giddens)
- 2017 – Round Here Buzz
- 2018 – Desperate Man
- 2019 – Some of It
- 2019 – Monsters
- 2020 – Stick That in Your Country Song
- 2020 – Hell of a View

#### Come artista ospite
- 2011 – Country Thang (Colt Ford feat. Eric Church)
- 2012 – The Only Way I Know (Jason Aldean e Luke Bryan feat. Eric Church)
- 2015 – Raise 'Em Up (Keith Urban feat. Eric Church)
- 2015 – Are You Ready for the Country? (Hank Williams Jr. feat. Eric Church)
- 2016 – Forever Country (Artists of Then, Now & Forever feat. Eric Church)
- 2020 – Does to Me (Luke Combs feat. Eric Church)

## Premi e riconoscimenti
- 2011: ACM Awards "cantante rivelazione dell'anno"
- 2012: CMA Award "album dell'anno" (Chief)
- 2012: American Country Awards "canzone dell'anno" (Springsteen)
- 2013: ACM Awards "Evento vocale dell'anno" (The Only Way I Know con Jason Aldean e Luke Bryan)
- 2013: CMT Music Awards "Video collaborativo dell'anno" (The Only Way I Know con Jason Aldean e Luke Bryan)
- 2014: American Music Award "Miglior album country" (The Outsiders)